# 渦電流
渦電流（うずでんりゅう、英: eddy current）とは、電気伝導体を磁場内で動かしたり、そのような環境で磁束密度を変化させた際に、電磁誘導により電気伝導体内で生じる渦状の誘導電流である。1855年にレオン・フーコーにより発見された。

## 用途
一般に、渦電流では周囲の磁場の変化を妨げる向きに磁場が生じるような向きに電流が流れる（レンツの法則）。そのため、物体の運動を抑える力を生じる結果となるので、大型自動車のリターダや鉄道車両向けの渦電流ブレーキの原理として利用されている。また逆に考えれば、周囲の磁場のほうを動かせば、その動きに追従するような働きであるとも言え、減速側ばかりではなく加速側の誘導モータでも渦電流を利用するものがある（もっとも単純な例はアラゴーの円板である）。
バルクの導体に流れる渦電流ではなくコイルを利用しているが、超電導リニアの浮上も、電磁誘導によって磁場の変化を妨げようとするような磁場が生じるという原理を利用している。
カーボン等、導電性であれば金属でなくても起きる現象であり、カーボンのように電気抵抗がさほど低くない材料の場合、非接触で温度を上昇させる手軽な手法等としても使われている。
電磁調理器は、高周波の磁力線によって物体内に渦電流を発生させ、この電流によるジュール熱（誘導加熱）を利用する。
アラゴーの円板の原理を利用したものには、誘導電動機や誘導円盤型過電流継電器、渦電流継手がある。
他には渦電流探傷試験や金属探知機といった、検出や探知に利用するものがある。

## 渦電流損
電動機や発電機、変圧器などの鉄芯において渦電流が発生した場合、鉄芯の電気抵抗によりエネルギーの損失が生ずる（この損失分のエネルギーは、ジュール熱による発熱とその外部への移動（放熱）という形で散逸する）。これを渦電流損と呼んでいる。これを低減するため、鉄芯には表面を絶縁処理した薄いケイ素鋼板などを重ね合わせたものが用いるなどの対策が一般的である。テープレコーダーの磁気ヘッドも同様に、フェライトではなく金属を用いる場合は積層型を用いて高域特性の劣化を防いでいる。一般に銅が使われる導線の主に電気抵抗による損失を指す「銅損」に対し、鉄芯に由来することから「鉄損」と言われるものの一部である。